# 16231 Jessberger
16231 Jessberger è un asteroide della fascia principale. Scoperto nel 2000, presenta un'orbita caratterizzata da un semiasse maggiore pari a 3,0920340 UA e da un'eccentricità di 0,1452788, inclinata di 2,92733° rispetto all'eclittica.